# 早川吉尚
早川 吉尚（はやかわ よしひさ、1968年 - ）は、日本の法学者。専門は国際私法。立教大学法学部教授。弁護士、瓜生・糸賀法律事務所パートナー。

## 経歴
- 1991年 - 東京大学法学部卒業
- 1996年 - 東京大学大学院法学政治学研究科単位取得退学、立教大学法学部専任講師
- 1998年 - 立教大学法学部助教授
- 2000年 - 国際連合国際商取引法委員会日本政府代表
- 2001年 - ハーグ国際私法会議日本政府代表
- 2005年 - 立教大学法学部国際・比較法学科教授、瓜生・糸賀法律事務所入所
- 2007年 - 立教大学法学部国際ビジネス法学科教授

## 著書

### 共著
- （神前禎・元永和彦）『国際私法』（有斐閣、初版2004年、第2版2006年、第3版2012年）